# Список серій мультсеріалу «Табір Корал: Дитинство Губки боба»
Мультсеріал «Kamp Koral: SpongeBob's Under Years» вперше вийшов 4 березня 2021 року на платформі Paramount+ та 2 квітня 2021 року на телеканалі Nickelodeon. в ефір вийшло 26 епізодів 1-го сезону. Є спін-офом мультсеріалу «Губка Боб Квадратні Штани».

## Сезони
| # | Кількість епізодів | Дата показу прем'єри                                    | Дата показу фіналу                            | Початок в Україні | Кінець в Україні |
| 1 | 26 (50)            | 4 березня 2021 (Paramount+) 2 квітня 2021 (Nickelodeon) | 26 травня 2023 (Paramount+) TBA (Nickelodeon) | 1 червня 2023     | TBA              |

## Епізоди

### Перший сезон (2021—2023)
| Номер | Оригінальна назва                     | Переклад українською               | Автор(и) сценарію | Дата показу у США                                       |
| ----- | ------------------------------------- | ---------------------------------- | ----------------- | ------------------------------------------------------- |
| 1     | «The Jellyfish Kid»                   | «Юний ловець медуз»                | Каз Прапуоленіс   | 4 березня 2021 (Paramount+)                             |
| 2     | «Sugar Queeze»                        | «Цукродиво»                        | Дуг Лоуренс       | 4 березня 2021 (Paramount+) 2 квітня 2021 (Nickelodeon) |
| 2     | «Tag, You're It»                      | «Ти ― квач!»                       | Каз Прапуоленіс   | 4 березня 2021 (Paramount+) 2 квітня 2021 (Nickelodeon) |
| 3     | «Quest for Tire»                      | «Автополювання»                    | Дуг Лоуренс       | 4 березня 2021 (Paramount+)                             |
| 3     | «A Cabin of Curiosities»              | «Дивний будинок»                   | Каз Прапуоленіс   | 4 березня 2021 (Paramount+)                             |
| 4     | «In Search of Camp Noodist»           | «У пошуках нудиста»                | Ендрю Гудман      | 4 березня 2021 (Paramount+)                             |
| 4     | «Kitchen Sponge»                      | «Губка для кухні»                  | Ендрю Гудман      | 4 березня 2021 (Paramount+)                             |
| 5     | «The Treasure of Kamp Koral»          | «Скарби табору „Корал“»            | Ендрю Гудман      | 4 березня 2021 (Paramount+)                             |
| 5     | «Camper Gary»                         | «Турист Ґері»                      | Ендрю Гудман      | 4 березня 2021 (Paramount+)                             |
| 6     | «Midnight Snack Attack»               | «Нічний голод»                     | Люк Брукшир       | 4 березня 2021 (Paramount+)                             |
| 6     | «Hot Pearl-tato»                      | «Гаряча Перлинка»                  | Люк Брукшир       | 4 березня 2021 (Paramount+)                             |
| 7     | «What About Meep?»                    | «Як щодо Міп?»                     | Каз Прапуоленіс   | 22 липня 2021 (Paramount+)                              |
| 7     | «Hard Time Out»                       | «Тяжке покарання»                  | Каз Прапуоленіс   | 22 липня 2021 (Paramount+)                              |
| 8     | «Pat's A Li'l Sinker»                 | «Потопельники»                     | Люк Брукшир       | 22 липня 2021 (Paramount+)                              |
| 8     | «Camp SpongeBob»                      | «Табір „Губка Боб“»                | Каз Прапуоленіс   | 22 липня 2021 (Paramount+)                              |
| 9     | «Squisery»                            | «Сквідпригода»                     | Ендрю Гудмен      | 22 липня 2021 (Paramount+)                              |
| 9     | «Game Night»                          | «Нічні ігри»                       | Ендрю Гудмен      | 22 липня 2021 (Paramount+)                              |
| 10    | «My Fair Nobby»                       | «Мій чудовий Ноббі»                | Ендрю Гудмен      | 22 липня 2021 (Paramount+)                              |
| 10    | «Gimme a News Break»                  | «Сенсаційні новини»                | Даг Лоуренс       | 22 липня 2021 (Paramount+)                              |
| 11    | «Wise Kraken»                         | «Мудрий Кракен»                    | Даг Лоуренс       | 22 липня 2021 (Paramount+)                              |
| 11    | «Squatch Swap»                        | «Морський котик»                   | Люк Брукшир       | 22 липня 2021 (Paramount+)                              |
| 12    | «The Ho! Ho! Horror!»                 | «Хо-хо-жах!»                       | Даг Лоуренс       | 22 липня 2021 (Paramount+)                              |
| 12    | «Outhouse Outrage»                    | «Обурена кабінка»                  | Люк Брукшир       | 22 липня 2021 (Paramount+)                              |
| 13    | «Are You Afraid of the Dork?»         | «Чи боїшся ти страшилок?»          | Каз Прапуоленіс   | 22 липня 2021 (Paramount+)                              |
| 14    | «Help Not Wanted»                     | «Допоможіть не розшукується»       | Бен Групер        | 30 вересня 2022 (Paramount+)                            |
| 14    | «Camp Spirit»                         | «Табірний привид»                  | Бен Групер        | 30 вересня 2022 (Paramount+)                            |
| 15    | «Hill-Fu»                             | «Хілл-фу»                          | Ендрю Гудмен      | 30 вересня 2022 (Paramount+)                            |
| 15    | «Sun's Out, Fun's Out»                | «Без сонця немає розваг»           | Денні Джованніні  | 30 вересня 2022 (Paramount+)                            |
| 16    | «First and Last Aid»                  | «Перша та остання допомога»        | Боббі Гейлор      | 30 вересня 2022 (Paramount+)                            |
| 16    | «Night of the Living Stench»          | «Ніч смердючого жаху»              | Люк Брукшир       | 30 вересня 2022 (Paramount+)                            |
| 17    | «Camp Crossbones»                     | «Табір „Веселий Роджер“»           | Антуан Гільбо     | 30 вересня 2022 (Paramount+)                            |
| 17    | «The Jelly Life»                      | «Життя медуз»                      | Каз Прапуоленіс   | 30 вересня 2022 (Paramount+)                            |
| 18    | «Lake Crashers»                       | «Розбишаки на озері»               | Боббі Гейлор      | 30 вересня 2022 (Paramount+)                            |
| 18    | «Boo Light Special»                   | «Нечувана пропозиція»              | Майк Белл         | 30 вересня 2022 (Paramount+)                            |
| 19    | «Painting with Squidward»             | «Малюємо зі Сквідвардом»           | Каз Прапуоленіс   | 30 вересня 2022 (Paramount+)                            |
| 19    | «Camp Cow»                            | «Корова в таборі»                  | Боббі Гейлор      | 30 вересня 2022 (Paramount+)                            |
| 20    | «Helter Shelter»                      | «Тимчасовий притулок»              | Боббі Гейлор      | 26 травня 2023 (Paramount+)                             |
| 20    | «Reveille Revolution»                 | «Революція підйому»                | Боббі Гейлор      | 26 травня 2023 (Paramount+)                             |
| 21    | «The Switch Glitch»                   | «Збій перемикача»                  | Каз Прапуоленіс   | 13 січня 2023 (Nickelodeon) 26 травня 2023 (Paramount+) |
| 21    | «Prickly Pests»                       | «Колючі шкідники»                  | Майк Белл         | 26 травня 2023 (Paramount+)                             |
| 22    | «Are you Smarter Than a Smart Cabin?» | «Ти розумніший за розумний домик?» | Майк Белл         | 26 травня 2023 (Paramount+)                             |
| 22    | «Deep Sea Despot»                     | «Глибоководний деспот»             | Майк Белл         | 26 травня 2023 (Paramount+)                             |
| 23    | «Regi-Hilled»                         | «Незмінний Реджі»                  | Боббі Гейлор      | 26 травня 2023 (Paramount+)                             |
| 23    | «The Perfect Camper»                  | «Ідеальний турист»                 | Боббі Гейлор      | 26 травня 2023 (Paramount+)                             |
| 24    | «Eye of the Hotdog»                   | «Жага перемоги»                    | Майк Белл         | 26 травня 2023 (Paramount+)                             |
| 24    | «Patrick Takes the Cake»              | «Патрік і торт»                    | Каз Прапуоленіс   | 26 травня 2023 (Paramount+)                             |
| 25    | «The Taste of Defeat»                 | «Смак поразки»                     | Боббі Гейлор      | 26 травня 2023 (Paramount+)                             |
| 25    | «Scaredy Squirrel»                    | «Полохлива білка»                  | Майк Белл         | 26 травня 2023 (Paramount+)                             |
| 26    | «Hats Off to Space»                   | «Знімаємо капелюха перед космосом» | Каз Прапуоленіс   | 26 травня 2023 (Paramount+)                             |
| 26    | «In a Nut's Shell»                    | «У мушлі»                          | Боббі Гейлор      | 26 травня 2023 (Paramount+)                             |

## Короткометражні серії
| Номер | Оригінальна назва                                                                                                | Переклад | Дата показу на YouTube                                                                                           |
| 1 | I'm Urchin You to Leave                                                                                          | Я вижену вас їжаком                                                                                              | 29 січня 2021 (1 частина) 30 січня 2021 (2 частина)                                                              |
| Малі Губка Боб і Патрік зустрічають морського їжака та впускають його до свого будинку, але це була погана ідея. | Малі Губка Боб і Патрік зустрічають морського їжака та впускають його до свого будинку, але це була погана ідея. | Малі Губка Боб і Патрік зустрічають морського їжака та впускають його до свого будинку, але це була погана ідея. | Малі Губка Боб і Патрік зустрічають морського їжака та впускають його до свого будинку, але це була погана ідея. |
| --- | --- | --- | --- |